# Eldorado (novela)
Eldorado es una novela de Laurent Gaudé publicada el 18 de agosto de 2006 en una coedición entre Actes Sud y ediciones Barzakh. La novela fue escrita inmediatamente después de que Gaudé obtuviera el premio Goncourt en el 2004 por su novela Le Soleil des Scorta. Está ambientada en el sur de Italia, entremezclando alternativamente las historias de los diferentes protagonistas, esta vez a través del fenómeno de la inmigración clandestina procedente del norte de África hacia la isla italiana de Lampedusa, que cobró importancia a partir de 2004-2005.
Numerosas críticas a esta obra confirmaron a Gaudé como un valor  de la literatura francesa capaz de, gracias a la "aliento épico", de abordar, bajo la cubierta de la ficción, los grandes problemas que aquejan al mundo moderno  ».
Eldorado recibió el premio de las escuelas del Euregio 2010.